# Harris Hip Score
Der Harris Hip Score (HHS) ist ein etabliertes Instrument zur Evaluation von verschiedenen Hüfterkrankungen sowie deren Therapie. Es wird insbesondere zur Untersuchung der Ergebnisse von Hüftendoprothesen angewandt. Ursprünglich wurde der HHS im Jahr 1969 von William H. Harris anhand von 30 Patienten, welche eine Azetabulumfraktur oder eine Hüftluxation erlitten hatten, entwickelt. Heutzutage wird meist die etwas vereinfachte Variante nach der Arbeitsgruppe von Haddad et al. verwendet.
Der HHS beinhaltet 10 Fragen/Items, welche in vier Kategorien unterschieden werden können: Schmerz, Funktion, Bewegungsumfang und Deformität. Seine Skalierung reicht von 0 bis 100 Punkte.
Der HHS unterscheidet sich von anderen Scores, da er sowohl objektive als auch subjektive Faktoren miteinbezieht. Dies wird in der Literatur auch kritisch beurteilt, da man davon ausgeht, dass die Ergebnisse beispielsweise des Bewegungsumfangs vom Untersucher so beeinflusst werden können. Aus diesem Grund werden mittlerweile in Studien bevorzugt sog. Patient reported outcome measurement-tools (PROMs), z. B. WOMAC-Score oder Forgotten Joint Score (FJS), eingesetzt, welche zudem eine bessere Unterscheidung zwischen sehr guten und exzellenten Untersuchungsergebnissen (ceiling-Effekt) liefern sollen. Insgesamt kann der HHS jedoch als valides und als reproduzierbares Messinstrument angesehen werden, wobei Komorbiditäten, etwa anhand des Charnley-Scores erfasst werden sollten.